# البطنة (مناخة)

تعديل مصدري - تعديل

البطنة هي إحدى قرى عزلة مسار بمديرية مناخة التابعة لمحافظة صنعاء، بلغ تعداد سكانها 270 نسمة حسب تعداد اليمن لعام 2004.